# Il mondo novo
Il mondo novo (en français « Le Monde nouveau ») est une fresque peinte en 1791 par Giandomenico  Tiepolo. Elle est exposée au palais-musée Ca' Rezzonico à Venise.

## Histoire
La fresque peinte en 1791 par Giandomenico  Tiepolo dans sa villa de Zianigo, à Mirano, près de Mestre en Italie. En 1906, cette œuvre a été détachée de son support aux fins de préservation. Elle est exposée au palais-musée Ca' Rezzonico à Venise.

## Description
Le tableau représente des passants s'accumulant devant une attraction, le mondo novo, dont un montreur d'optique commente le contenu. La composition se distingue largement de la peinture classique, l'auteur choisissant de faire tourner le dos des personnages à l'observateur de la fresque, et de lui cacher complètement l'objet qui provoque cette situation. Le mur à gauche de la scène est le seul élément stable du tableau. L'homme de profil aux bras croisés serait Giambattista Tiepolo, le père du peintre, et derrière lui le peintre en question, curieux avec une lorgnette à la main. La différence entre les expressions coprporelles du père et du fils font allégorie aux appéhensions du nouveau monde entre anciennes et nouvelles générations. Au centre, le jeune garçon au pantalon moulant est le seul personnage à faire face à l'observateur de la fresque. La scène, peinte en 1791, serait une allégorie de l'incertitude des Vénitiens en pleine révolution française,.
L'écrivain Philippe Delerm affirme avoir vu une autre version de cette fresque dans laquelle une bulle de savon était accrochée au bout du baton du charlatan, symbole de diffraction et d'illusion.